# كشنة (نمة شير)
کشنة (بالفارسية: کشنه) هي قرية تقع في إيران في قسم نمة شیر الريفي. يقدر عدد سكانها بـ 64 نسمة بحسب إحصاء 2016.